# Lwiw
Lwiw (ukrainisch Львівⓘ [lʲʋiu̯]), deutsch Lemberg (polnisch Lwów [lvuf], jiddisch לעמבערג YIVO Lemberg, armenisch Լվով [lvov], russisch Львов Lwow [lʲvɔf]), ist eine Stadt in Ostgalizien in der westlichen Ukraine mit etwa 723.400 Einwohnern.
Sie bildet das wichtigste Oberzentrum der Westukraine, ist Hauptstadt des gleichnamigen Bezirks Oblast Lwiw und (Stand 2015) die siebtgrößte Stadt der Ukraine. Der Stadtverwaltung unterstehen neben der Stadt Lwiw mit ihren sechs Stadtrajonen noch die Stadt Wynnyky sowie die beiden Siedlungen städtischen Typs Brjuchowytschi und Rudne.

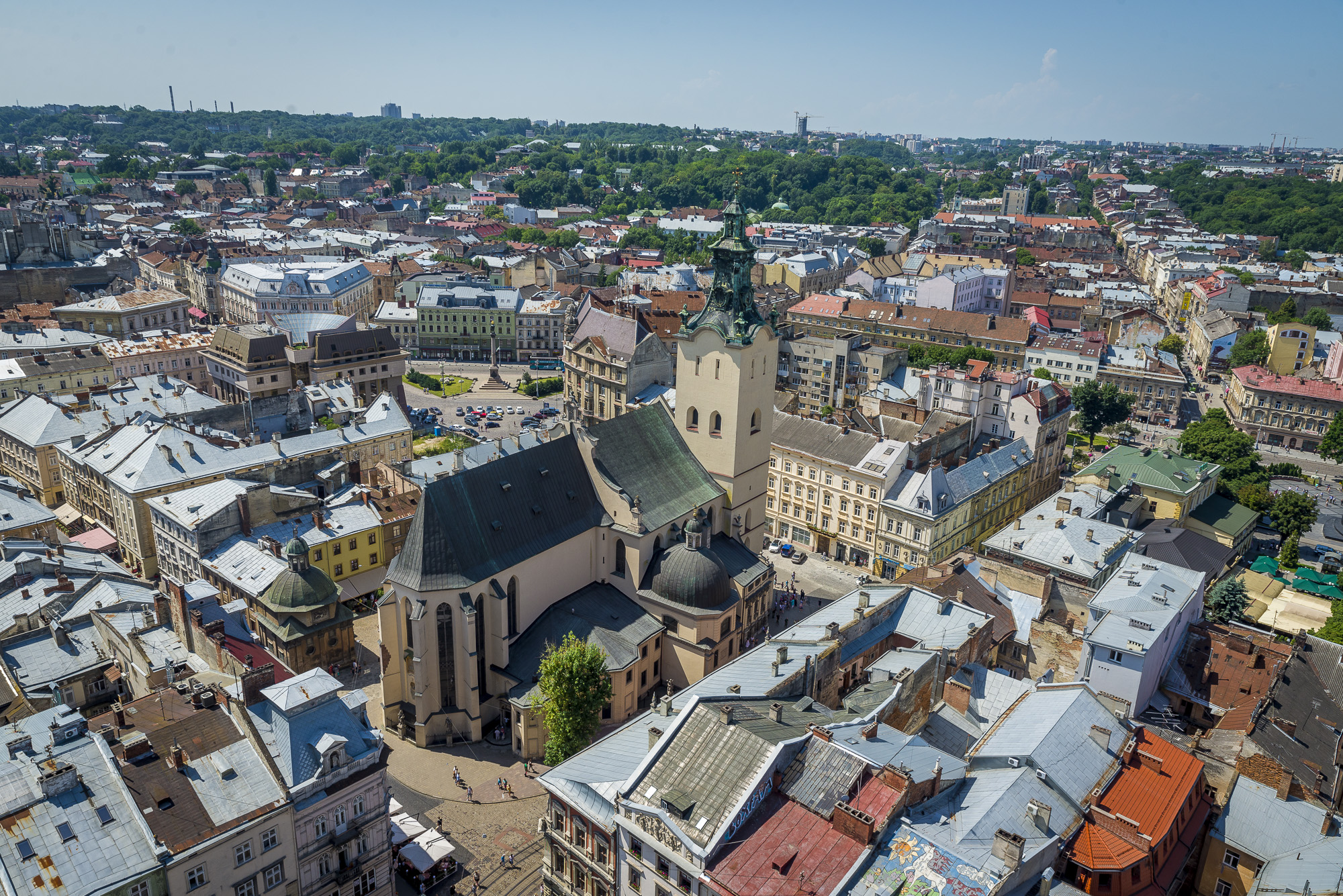
Luftbild des Stadtzentrums

Lwiw ist seit Jahrhunderten vom Zusammenleben mehrerer Ethnien geprägt. Bis ins 20. Jahrhundert gab es neben einer polnischen Bevölkerungsmehrheit einen großen Anteil an Juden und Ukrainern. Der zunächst geringe Anteil an Ukrainern wurde nach und nach durch Zuzug aus dem Umland größer. Daneben gab es noch verschiedene Minderheiten, etwa eine deutschsprachige, bedingt durch die österreichischen Beamten, oder eine armenische. Zu Beginn des 21. Jahrhunderts leben in der Stadt überwiegend Ukrainer, daneben Russen, Belarussen und Polen. Die Altstadt ist Teil des UNESCO-Weltkulturerbes und wird von Bauwerken aus Renaissance,  Barock, Klassizismus und Jugendstil beherrscht. Ihr mediterranes Flair diente als Kulisse für sowjetische Filme, die Rom oder Venedig darstellen sollten. Lwiw war ein Austragungsort der Fußball-Europameisterschaft 2012.

## Geografie

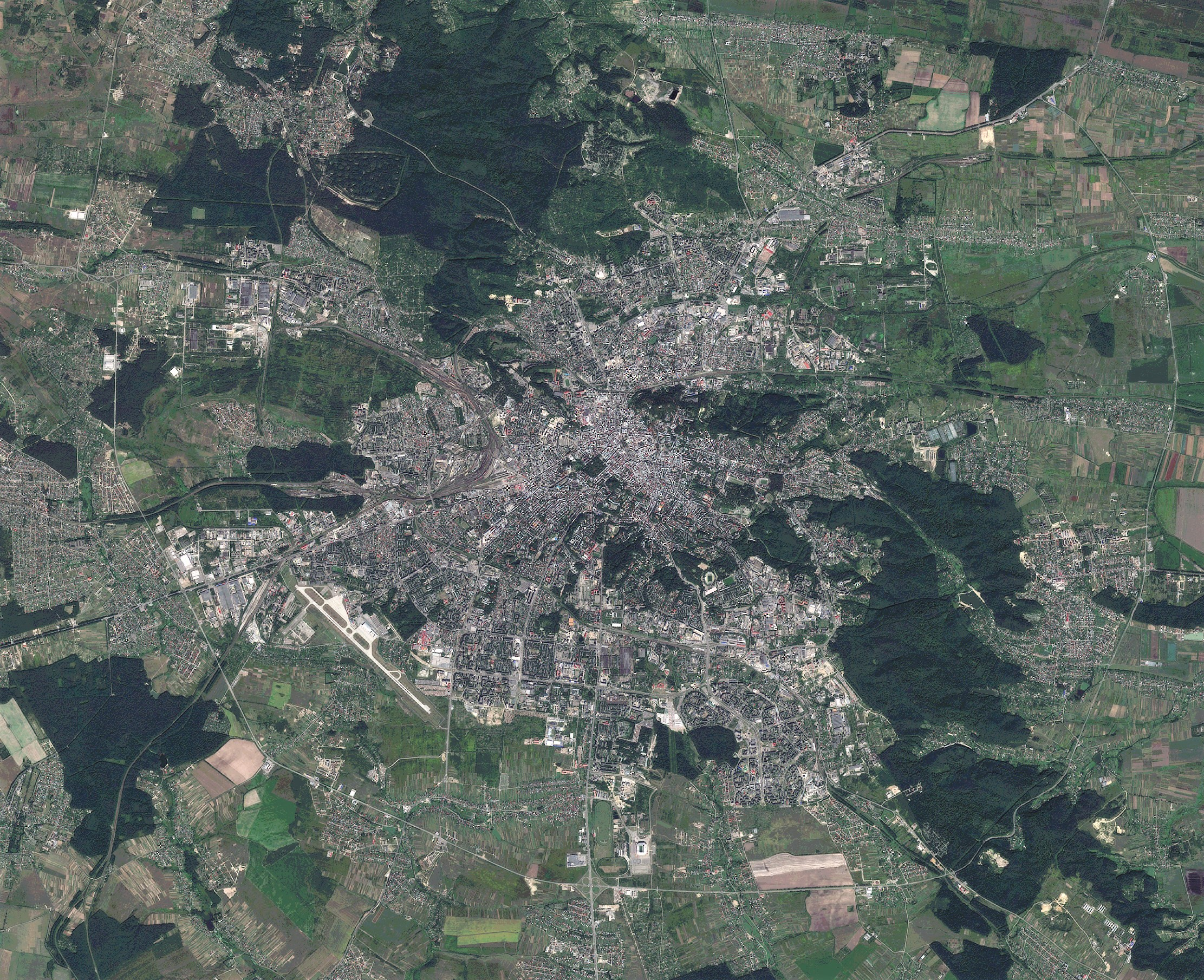
Satellitenbild

Lwiw liegt auf der Europäischen Hauptwasserscheide, deren Grenze ein Hügel in der Stadt bildet. Südlich von diesem fließen die Flüsse ins Schwarze Meer, nördlich in die Ostsee. Der die Stadt unterirdisch durchfließende, kanalisierte Fluss Poltwa fließt dem Bug und damit über die Weichsel der Ostsee zu. Die Stadt liegt auf der Lwiwske-Platte (Львівське плато), die zur Podolischen Platte gehört, etwa 80 Kilometer östlich der Grenze zu Polen.

## Stadtname und Sprachen
Die Stadt ist nach Leo I. von Galizien benannt. Der Vorname Leo bzw. Leon wurde im Ukrainischen mit intervokalischen w hinzugefügt (Lewon) und zu Lew abgekürzt (gleichzeitig allgemein in den slawischen Sprachen die Bezeichnung für Löwe) und wurde als Basis der slawischen Formen des Ortsnamens mit dem besitzanzeigenden Suffix -ów/iw benutzt.
Die zwischen 1250 und 1259 gegründete Stadt wurde 1259 erstmals urkundlich erwähnt. Nach dem Historiker J. Rudnicki lautete der ursprüngliche Ortsname Lwihorod, wobei horod eine ukrainische Form des Worts grad (Slawischer Burgwall) ist (vergleiche auch Swenyhorod und Nowgorod). In seiner im 17. Jahrhundert verfassten Chronik der Stadt führt Józef Bartłomiej Zimorowicz (1597–1677) die ersten  ihm bekannten Erwähnungen von Lwiw an: Leo lupum (lateinisch, 1259), Lwihorod (ruthenisch, 1270), Leopolim (1272, mit dem griechischstämmigen Polis im lateinischen Namen) und Lemburgum (1350, deutsch). Im Griechischen wurde im 13. Jahrhundert der Name Litbon und Litbada geschrieben.
Ab dem späten 13. bis zum 15. Jahrhundert wurde die Stadt von deutschen Patriziern dominiert, besonders unter König Kasimir dem Großen. Ursprünglich lautete der deutschsprachige Ortsname möglicherweise Leonburg, aber tauchte erst 1334 und 1335 als Lemberg bzw. Lemburg in Briefen von Bolesław Georg II. an den Meister des Deutschen Ordens, sowie 1341 im Brief von Dimitr Det'ko an Kaufleute von Thorn, und 1342 als Lamberg nach sprachlichen Änderungen auf. Weitere dokumentierte Schreibweisen sind: Lamburg (1351), in terra Lamburgensi (1364), Lamburg alias Lwow (1370), Lamburg (1396), Lemburg (1416). Der Vorname Leon wurde besonders im Lateinischen erneut verwendet (civitas Leona, 1389; Leontopolis).
Es gibt Bezeichnungen für die lange Zeit multiethnische Stadt in vielen Sprachen: ukrainisch Львів Lwiw (früher auch Lwihrad und Ilwiw), russisch Львов Lwow, polnisch Lwów, jiddisch לעמבערג Lemberg oder dialektal לעמבעריק Lemberik, armenisch Լվով Lwow, ungarisch Ilyvó, deutsch Lemberg, französisch Léopol und italienisch Leopoli, beide aus lateinisch Leopolis (früher auch Livovia, Leopolya), im Türkischen Ili, Ilbo, Libot, Ilibow oder Ilbadir, im Armenischen Ilof. Vor 1945 war Lemberg und einige Dutzend angeschlossene Dörfer eine mehrheitlich polnische Sprachinsel (vgl. Lemberger Dialekt) in vorwiegend ukrainischsprachiger Umgebung.

## Wappen
Beschreibung: In Blau eine goldene Mauer mit drei Zinnentürmen, der höchste in der Mitte, und einem laufenden goldenen Löwen unter dem spitzen Torbogen.

## Geschichte

### Altrussisches Lwow 1256–1349

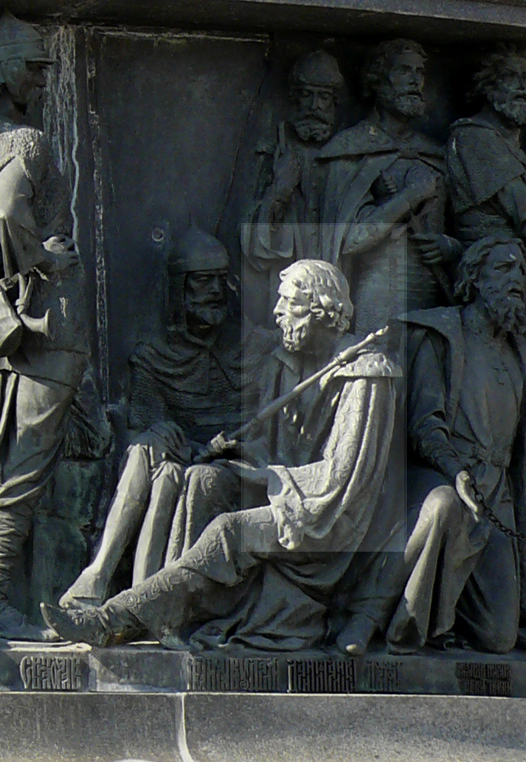
Rurikiden-Fürst Daniel auf dem Nationaldenkmal Tausend Jahre Russland

1256 errichtete Rurikiden-Fürst Daniel Romanowitsch, der die Macht über das Rus-Fürstentum Galizien-Wolhynien hatte, an der Stelle des heutigen Lwiw eine Burg für seinen Sohn Lew (Leo I.). Von Lew (altostslawisch für Löwe) hat die Stadt ihren Namen Lwow – „Lew bzw. dem Löwen gehörend“. Auch im Wappen und in zahlreichen Steinskulpturen der Stadt taucht der Löwe immer wieder auf. Die Burg Wyssokyj samok musste auf Befehl der Mongolen bald wieder geschleift werden, wurde später jedoch wiedererrichtet. Neben der Burg gab es einen weiteren befestigten Stadtteil sowie eine unbefestigte Vorstadt (Possad). Es entstand der gleichnamige Vorläufer der heutigen Sankt-Georgs-Kathedrale.
Die günstige Lage an der Kreuzung der Handelswege, der Via Regia und Verbindungen von der Ostsee zum Schwarzen Meer, ließ die Stadt schnell wachsen. Die Verwüstungen der Rus durch die Mongolen sowie Tributzahlungen untergruben jedoch bald die Macht Galizien-Wolhyniens. Nachdem die lokale Linie der Rurikiden-Dynastie ausgestorben war, fiel Lwow 1340 zunächst an das Großfürstentum Litauen, 1349 an Polen.

### Polnisches Lwów 1349–1772

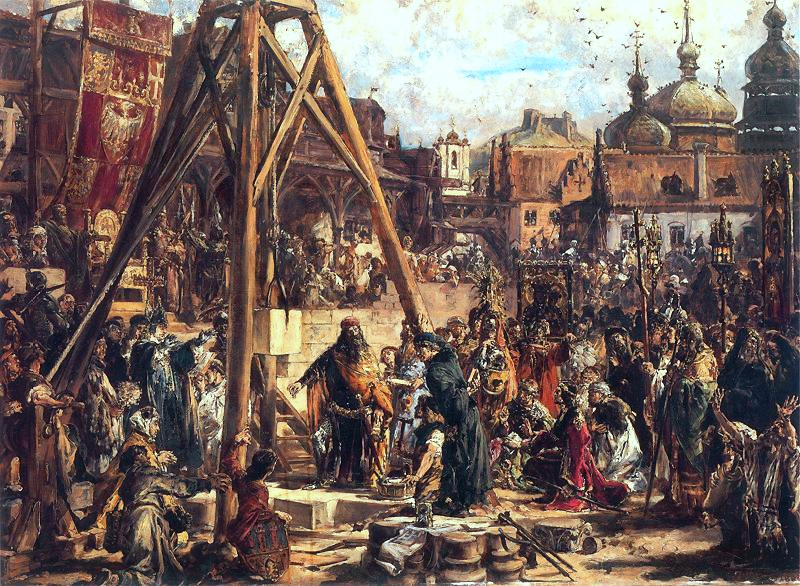
Kasimir III. legt 1366 den Grundstein der katholischen Kathedrale im eroberten Lwow. Ein Gemälde von Jan Matejko

1356 erhielt die Stadt vom polnischen König Kasimir dem Großen das Magdeburger Stadtrecht; deutsche Bürger, Juden sowie auch Christen siedelten sich an. Im selben Jahr erhielten die Armenier Privilegien Kasimirs. Die Amtssprache war nun fast 200 Jahre lang Deutsch. Das Siegel des Stadtrates lautete lateinisch S(igillum): CIVITATIS LEMBVRGENSIS. 1387, nach kurzer ungarischer Herrschaft, kam die Stadt wieder an das Königreich Polen. Zunächst war das Regnum Russiae mit der Hauptstadt Lwów ein formal gleichberechtigtes Königreich, dessen Krone der polnische König in Personalunion führte. 1434 wurde es jedoch abgeschafft und Lwów blieb bis 1772 lediglich die Hauptstadt der polnischen Woiwodschaft Ruthenien und des Lemberger Landes (Ziemia lwowska), seit 1569 in der Adelsrepublik Polen-Litauen. Während polnische, deutsche, jüdische und armenische Zuwanderer Privilegien genossen, wurde die ostslawische Bevölkerung in dieser Zeit als orthodoxe „Schismatiker“ stark diskriminiert, ihr wurde die Teilnahme an der Verwaltung der Stadt verwehrt, ihre Vertreter durften lediglich in einem Ghetto entlang der Ruska-Straße siedeln und hatten keinen Zugang zu vielen Zünften.
In der frühen Neuzeit entwickelte sich die Stadt zu einem wichtigen Handelsplatz und – neben Krakau, Wilna und Warschau – zu einem Zentrum polnischen Kultur- und Geisteslebens. Das Umland Lwóws war überwiegend ruthenischsprachig. Im 16. Jahrhundert war in Lwów der Russe Iwan Fjodorow tätig, einer der ersten ostslawischen Buchdrucker nach dem Belarussen Francysk Skaryna. Im Kampf gegen die katholische Diskriminierung entstand die orthodoxe Mariä-Entschlafens-Bruderschaft.
Während des Chmelnyzkyj-Aufstandes und des Russisch-Polnischen Krieges 1654–1667 wurde Lwów 1648 und 1655 von den Saporoger Kosaken belagert. Die Stadt erhielt das Prädikat semper fidelis ‚immer treu‘, weil sie sich während des 17. Jahrhunderts wiederholt gegen Belagerer verteidigte.
Die 1661 vom polnischen König Johann II. Kasimir gegründete Universität Lwów ist die älteste in der heutigen Ukraine.

### Österreichisches Lemberg 1772–1918
1772 fiel die Stadt mit der Ersten Teilung Polens an die Habsburgermonarchie. Lemberg wurde Hauptstadt des Königreichs Galizien und Lodomerien und viertgrößte Stadt im Vielvölkerstaat. Anfangs wollte Kaiser Joseph II., wie in seinem gesamten Herrschaftsbereich, die deutsche Sprache als Verwaltungssprache durchsetzen. Der Unterricht in den Haupt- und Trivialschulen, nach Abschluss der Elementarschulen (1.–4. Klasse), fand seit der Schulreform Maria Theresias bis etwa 1850 in den späteren Klassen ausschließlich auf Deutsch statt, was problematisch war, da – wie sich der polnische Autor Kazimierz Brodziński erinnerte – die polnischen Kinder sich den Unterrichtsstoff nur durch Auswendiglernen aneignen konnten, ohne ihn zu verstehen.
1778 wurde eine deutsche evangelisch-lutherische Gemeinde in Lemberg gegründet. Ihr aktivster Vertreter war der Kaufmann Johann Friedrich Preschel.
Mitte des 19. Jahrhunderts änderte sich die Zusammensetzung des Beamtenapparats. Waren zuvor von den 800 Beamten 600 Deutsche gewesen, führte die relative Autonomie des Königreichs Galiziens ab 1867 dazu, dass schnell das Polnische als Zweitsprache hinzukam. Nun fungierten vor allem Polen als Beamte der Wiener k.k. Regierung in Galizien.
Von 1867 an, als die Doppelmonarchie Österreich-Ungarn gebildet wurde, besaßen die Galizier die einheitliche österreichische Staatsbürgerschaft und waren mit polnischen und nach der Erweiterung des Wahlrechts auch ruthenischen Abgeordneten im Reichsrat, dem Parlament Cisleithaniens in Wien, vertreten. Das in Wien herausgegebene Reichsgesetzblatt erschien seit 1867 auch in polnischer und seit 1870 auch in ruthenischer Sprache.
Lemberg war Sitz des k.k. Statthalters (des Vertreters des Kaisers und seiner Regierung), des Sejms (Landesparlament), dreier Erzbischöfe (römisch-katholisch, griechisch-katholisch, armenisch-katholisch), die kraft ihres Amtes Mitglieder des Herrenhauses des österreichischen Reichsrats waren, und eines Oberrabbiners. Von 1804 bis 1870 war die Stadt zudem Sitz der Evangelischen Superintendentur A. B. Galizien. In Lemberg befanden sich Konsulate von Großbritannien, Frankreich, Deutschland, Russland und Dänemark. Die galizische Landeshauptstadt verfügte über eine Universität und ein Polytechnikum, beide mit polnischer Unterrichtssprache, vier polnische, ein deutsches und ein ruthenisches Gymnasium.

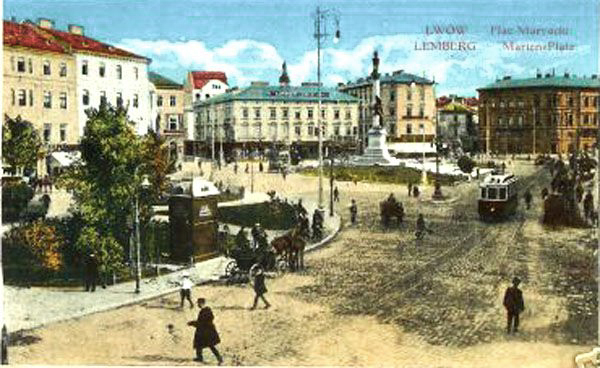
Marienplatz 1915

Um 1900 waren etwa die Hälfte der Einwohner Polen, ein Viertel Juden und 30.000 Ruthenen (damalige Bezeichnung für Ukrainer). Letztere wurden von der polnischen Bevölkerung diskriminiert. 1908 töteten drei polnische k.k. Gendarmen einen ruthenischen Bauern, worauf der ukrainische Philosophiestudent Miroslaw Siczynski den Statthalter Graf Andrzej Kazimierz Potocki erschoss. Blutige Auseinandersetzungen zwischen polnischen und ruthenischen Studenten folgten. Die geschlossene polnische Sprachinsel von Lemberg umfasste über 30 Gemeinden im Bezirk Lemberg.
Lemberg war vor dem Ersten Weltkrieg – mit Krakau und der Festung Przemyśl – eine der größten Garnisonen der k.u.k. Armee im Osten der Doppelmonarchie. Der Standort war Eckpfeiler zum Schutz der Grenze Österreich-Ungarns gegen das Russische Kaiserreich. Die russische Armee eroberte Lemberg am 2. September 1914 und drang weit nach Westen vor. Die russischen Besatzer erklärten die Region zum Teil des Zarenreichs, die Russifizierung des öffentlichen Lebens setzte ein. Dazu gehörten Schulpläne, die auf die Verdrängung des Ukrainischen und Polnischen als Unterrichtssprache im Bildungswesen abzielte. Der griechisch-katholische Metropolit Andrej Scheptyzkyj, den die zaristischen Behörden als Förderer der ukrainischen Nationalismus ansahen, wurde nach Russland deportiert. Das Moskauer Patriarchat schickte Geistliche, die die dem Vatikan unterstehende griechisch-katholische Kirche liquidieren sollten. Aus Anlass des Besuchs von Zar Nikolai II. Anfang April 1915 wurden zahlreiche Vertreter ukrainischer Vereine und Gesellschaften verhaftet. In Folge der Schlacht bei Gorlice-Tarnów eroberten die Mittelmächte Lemberg am 22. Juni 1915 zurück. Bis zur Februarrevolution 1917 in Russland rückten mehrmals zaristische Verbände auf die Stadt vor, konnten sie aber nicht erreichen.

### Polnisches Lwów 1918–1939

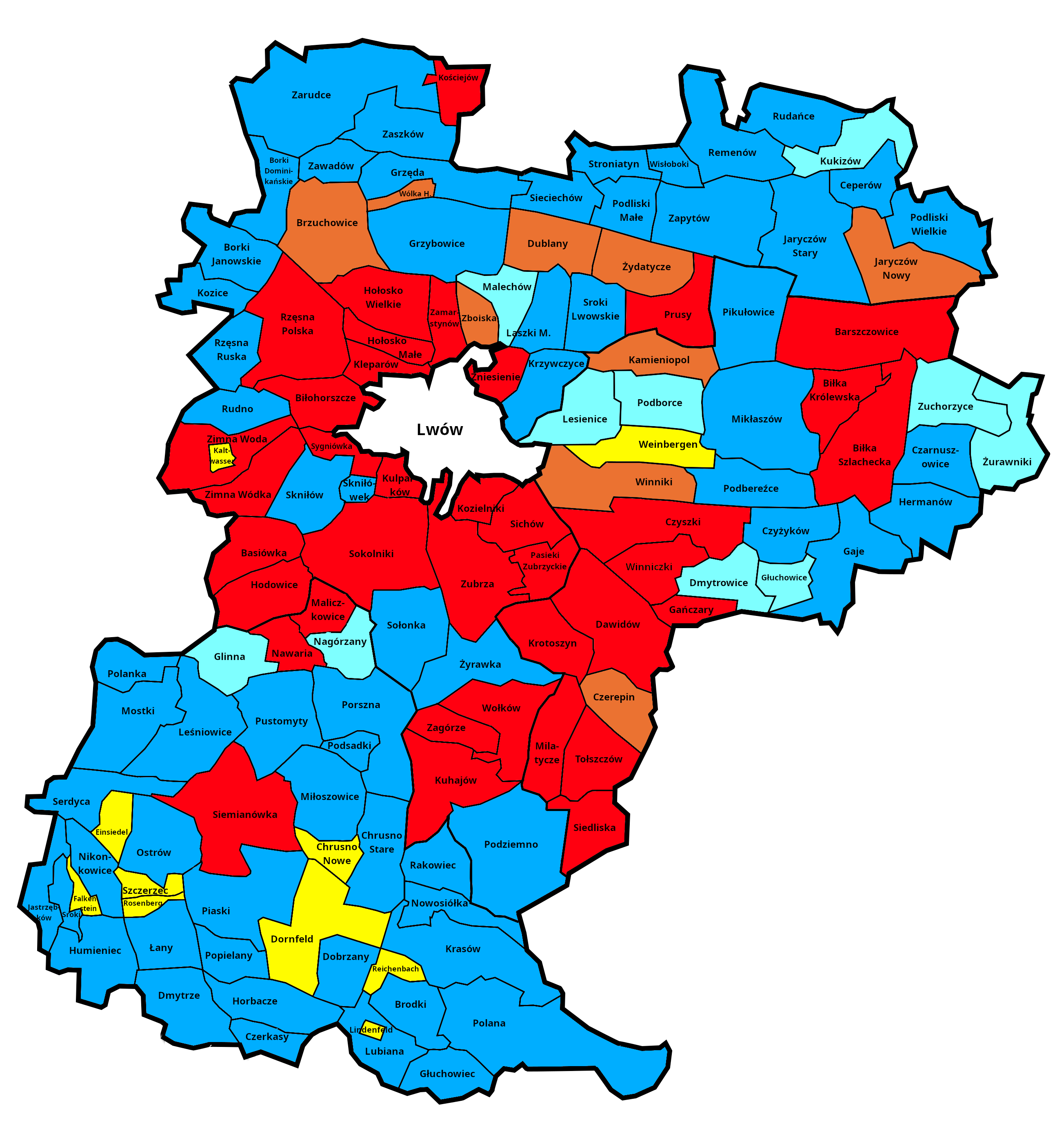
Umgangssprachen im Bezirk Lemberg laut Österreichischer Volkszählung 1900 (die Mehrheit sprach Polnisch: Rot, Ukrainisch: Blau, Deutsch: Gelb)

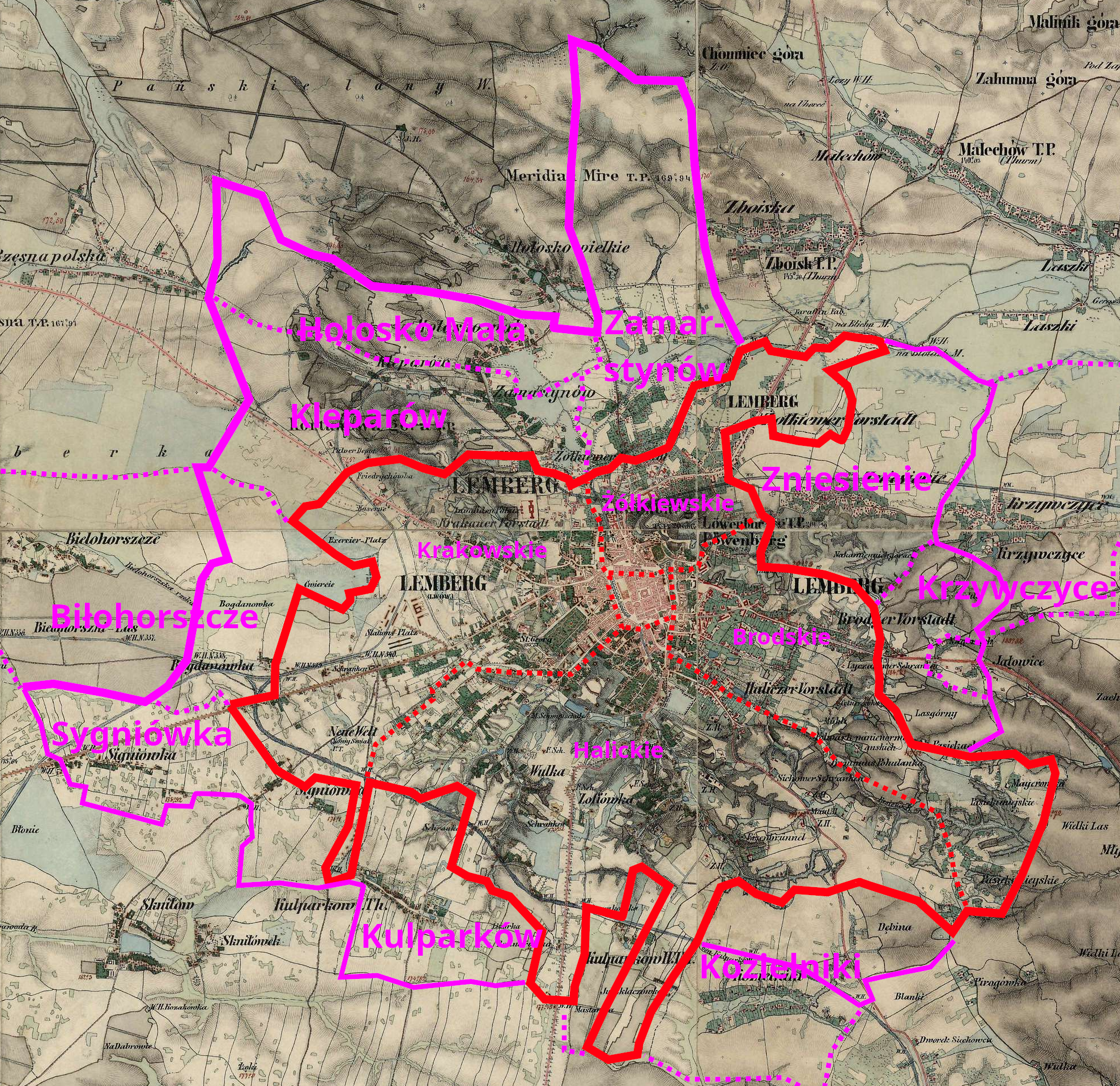
„Großes Lwów“ (violette Linie)

Zum Ende des Ersten Weltkriegs wurde in Lemberg am 1. November 1918 die Westukrainische Volksrepublik gegründet, doch errang Polen nach teilweise heftigen Kämpfen im Polnisch-Ukrainischen Krieg die Herrschaft. Polnische Truppen besetzten die Stadt am 21./22. November 1918. Bei einem Pogrom gegen die jüdische Bevölkerung, das vom 22. bis zum 24. November andauerte, wurden laut dem Bericht von Henry Morgenthau senior 64 Menschen getötet. Viele wurden verletzt oder ausgeraubt. Es wurde nachgewiesen, dass ein Teil der polnischen Offiziere, Soldaten und Zivilisten die Verantwortung trug. Auch waren Mitglieder der jüdischen Miliz (ein Dutzend wurde verhaftet) und Deserteure aus der galizischen Armee beteiligt. Zu den Opfern der Plünderungen gehörten auch Teile der polnischen und ukrainischen Bevölkerung. Der Gewaltakt erschütterte das bis dahin recht harmonische Zusammenleben der verschiedenen Volksgruppen und Religionen im Lwów der Zwischenkriegszeit nachhaltig.
Die Stadt hatte damals 361.000 Einwohner, die meisten davon Polen (1912 zwischen 50 und 53 Prozent, ab 1925 über 55 Prozent), ein Drittel mehrheitlich polonisierte Juden, außerdem Ukrainer, Deutsche und polnische Armenier. Im Umland der Stadt lebten mehrheitlich Ukrainer (je nach Landkreis etwa vier bis fünf Sechstel der Bevölkerung), obwohl viele Dörfer in der Umgebung polnische Mehrheit hatten. 1931 wurde die Stadt durch Eingemeindungen der Dorfgemeinden Zamarstynów, Hołosko Małe, Kleparów, Sygniówka, Kulparków und Zniesienie sowie Teile von Biłohorszcze, Kozielniki und Krzywczyce vergrößert (insgesamt 3106 Hektar mit um 50.000 Einwohnern). So entstand die drittgrößte Stadt Polens. In den Zwischenkriegsjahren blieb Lwiw sowohl eine Hochburg polnischer Kultur als auch ein Brennpunkt ukrainischen Nationalgefühls; es blieb jedoch auch die habsburgische, übernationale Identität im Hintergrund präsent. Weltrang auf dem philosophischen Gebiet der Logik hatte die Lemberg-Warschau-Schule.
Verwaltungstechnisch war die Stadt als Teil der Zweiten Polnischen Republik ab 1921 die Hauptstadt der gleichnamigen Woiwodschaft Lwów.

### Zweiter Weltkrieg
Im September 1939 wurde Lwów bis 1941 aufgrund des Hitler-Stalin-Pakts durch die sowjetische Besetzung Ostpolens 1939 in die Ukrainische Sowjetrepublik eingegliedert. Die polnische Armee hatte deutschen Truppen trotz Artillerie- und Luft-Bombardement erbitterten Widerstand geleistet, da das Gebiet als Versorgungsroute für die Alliierten via Rumänien geplant gewesen war. In diesem Plan war nicht berücksichtigt gewesen, dass Deutschland und die Sowjetunion hätten alliiert sein können. Drei Tage nach dem Erscheinen sowjetischer Truppen wurden die Kämpfe am 22. September 1939 eingestellt. Die Deutschen überließen den sowjetischen Truppen wie im Pakt vereinbart die Stadt und zogen sich zurück. Wie überall in der Sowjetunion erfolgten nun auch im sowjetisch besetzten Lwow Zwangskollektivierungen von Wirtschaftsverbänden und Bauernwirtschaften. Zu dieser Zeit lebten in der Stadt etwa 160.000 Polen, 150.000 Juden und 50.000 Ukrainer.
Vom deutschen Überfall auf die Sowjetunion am 22. Juni 1941 beflügelt, gab es einen Aufstand ukrainischer Nationalisten gegen die Sowjetmacht. Deren Einsatzkräfte (vor allem der NKWD) begannen umgehend mit der Verschleppung der Aufständischen nach Osten. Als die Wehrmacht näher rückte, verteilten sie etwa 5300 Ukrainer auf die vier Gefängnisse von Lwiw. Es kam zu Folterungen und Massenhinrichtungen. Am Ende zündeten sie die Gefängnisse an. Fast alle Insassen kamen ums Leben. In 22 ostgalizischen Orten fand man später Massengräber dieser Aktion. Die Sowjets verließen Lwiw panikartig in der Nacht zum 28. Juni.
Am frühen Morgen des 30. Juni nahmen die 1. Gebirgs-Division unter Generalmajor Hubert Lanz und das Baulehrbataillon z. b. V. 800 „Die Brandenburger“, unterstützt durch das ukrainische Freiwilligenbataillon „Nachtigall“, die Stadt ohne Widerstand ein. Noch am selben Tag kam es zu Schikanierungen der Juden in der Stadt durch die einheimische Bevölkerung. Ihnen wurde unterstellt, mit den „Bolschewiki“ kollaboriert zu haben. Ebenfalls am selben Tag riefen Mitglieder der Organisation Ukrainischer Nationalisten-Banderisten (OUN-B) um Jaroslaw Stezko vom Balkon des Lubomirski-Palasts die Wiederherstellung der ukrainischen Unabhängigkeit aus. Sie wurden jedoch wenige Tage später von der Gestapo, deren Chef in Lemberg Kurt Stawizki war, verhaftet, da die deutsche Seite keinen ukrainischen Staat wünschte. Lwow wurde Teil des deutschen Generalgouvernements und fungierte nun wieder unter dem Namen Lemberg als Hauptstadt des Distrikts Galizien.
Das Massaker des NKWD an ukrainischen Nationalisten wurde von den Verbänden der Wehrmacht, dem Bataillon „Nachtigall“ und der ukrainisch-nationalistischen und antisemitischen Miliz der OUN-B propagandistisch ausgeschlachtet. Dadurch wurde eine Pogromstimmung angeheizt, die sich gegen die jüdische Zivilbevölkerung richtete. Bei Massenmorden an den ersten Tagen der deutschen Besatzung starben etwa 4000 Juden, teils bei „spontanen“ Ausschreitungen ukrainischer Milizen und Zivilisten in der Stadt, die meisten aber bei einer organisierten Massenexekution durch die Einsatzgruppe C am 4. Juli 1941 am Stadtrand. In der Nacht vom 3. zum 4. Juli 1941 verhaftete zudem die Gestapo unter dem damaligen SS-Oberführer Karl Eberhard Schöngarth 22 polnische Professoren, gemäß einer mit Hilfe ukrainischer Studenten angefertigten Liste, und ermordete sie, zum Teil auch ihre Angehörigen.

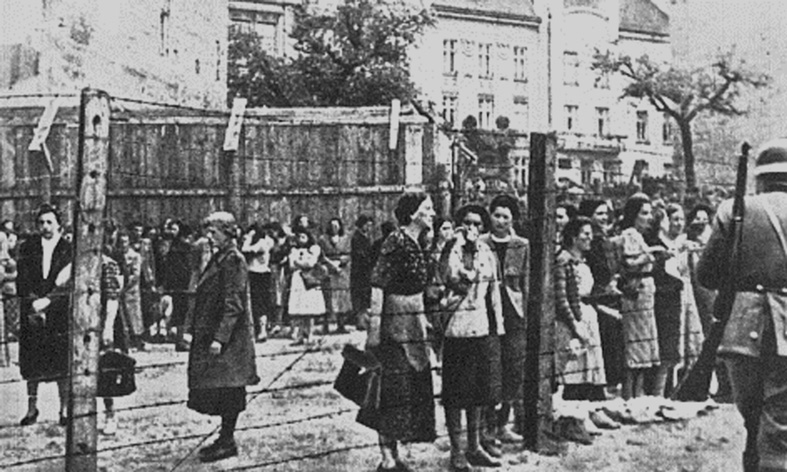
Ghetto Lemberg, 1942

Kreishauptmann und damit oberster ziviler Herrscher in Lemberg war anschließend der Krefelder Joachim Freiherr von der Leyen. Fast alle jüdischen Lemberger wurden in der Folgezeit ermordet, unter anderem im von den Nationalsozialisten eingerichteten Ghetto Lemberg, im städtischen Zwangsarbeitslager Lemberg-Janowska und im Vernichtungslager Belzec. Nahezu alle Synagogen wurden zerstört. Lediglich zwei Gebäude existieren noch heute. Insgesamt wurden in Lemberg und der Lemberger Umgebung während der Zeit des Nationalsozialismus ca. 540.000 Menschen in Konzentrations- und Gefangenenlagern umgebracht, davon 400.000 Juden, darunter etwa 130.000 Lemberger. Die restlichen 140.000 Opfer waren sowjetische Gefangene.
Im Rahmen der deutschen Euthanasie-Politik kam es zwischen 1941 und 1944 zu Krankenmorden an 2000 Patienten der Anstalt Kulparkow. Daneben befand sich in Lemberg auch das Institut für Fleckfieber- und Virusforschung des Oberkommandos des Heeres.
Die Besatzer betrieben von Dezember 1942 bis zum Januar 1944 in der Zitadelle von Lemberg zwei Kriegsgefangenenlager: Stalag 328 für sowjetische Kriegsgefangene und Stalag 325 für französische, belgische und (ab September 1943) italienische Kriegsgefangene. Von 284.000 Kriegsgefangenen starb etwa die Hälfte durch Hunger, Krankheit, Folter oder Erschießungen.
In Lemberg bestand später das Kriegsgefangenenlager 275 für deutsche Kriegsgefangene des Zweiten Weltkriegs. In der Nähe des Lagers gab es einen Kriegsgefangenenfriedhof mit über 800 Gräbern. Schwer Erkrankte wurden im Kriegsgefangenenhospital 1241 versorgt.

### Sowjetisches Lwow 1945–1991
Als die Stadt im Zuge der Lwiw-Sandomierz-Operation 1944 wieder unter sowjetische Herrschaft kam, wurden die meisten dort ansässigen Polen im Zuge der Zwangsumsiedlung von Polen aus den ehemaligen polnischen Ostgebieten 1944–1946 vertrieben. Ein Teil der Bevölkerung wurde nach der Vertreibung der dort lebenden Deutschen in Niederschlesien, vor allem in Breslau, angesiedelt. Viele Ukrainer, die zuvor im polnischen Westgalizien und in Zentralpolen gelebt hatten, wurden gleichzeitig aus Polen zwangsumgesiedelt und von der UdSSR in oder bei Lwow angesiedelt. Dadurch veränderte sich die ethnische und kulturelle Zusammensetzung der Stadt grundlegend. An die Stelle der traditionellen polnischen, jüdischen und armenischen Bevölkerung traten Ukrainer.
Die Sowjetbehörden begannen mit dem Wiederaufbau der Stadt, der vom Zuzug von Fachkräften aus der ganzen UdSSR und der Industrialisierung Lwows begleitet wurde. Bis zu den 1980er Jahren waren 137 Großfabriken entstanden, die Busse (LAS), Lastkraftwagen, Fernsehgeräte und Maschinen produzierten. Die Stadtbevölkerung wuchs von 330.000 auf 760.000 Einwohner. Gleichzeitig wurden nationalistische Strömungen unter den Westukrainern unterdrückt.

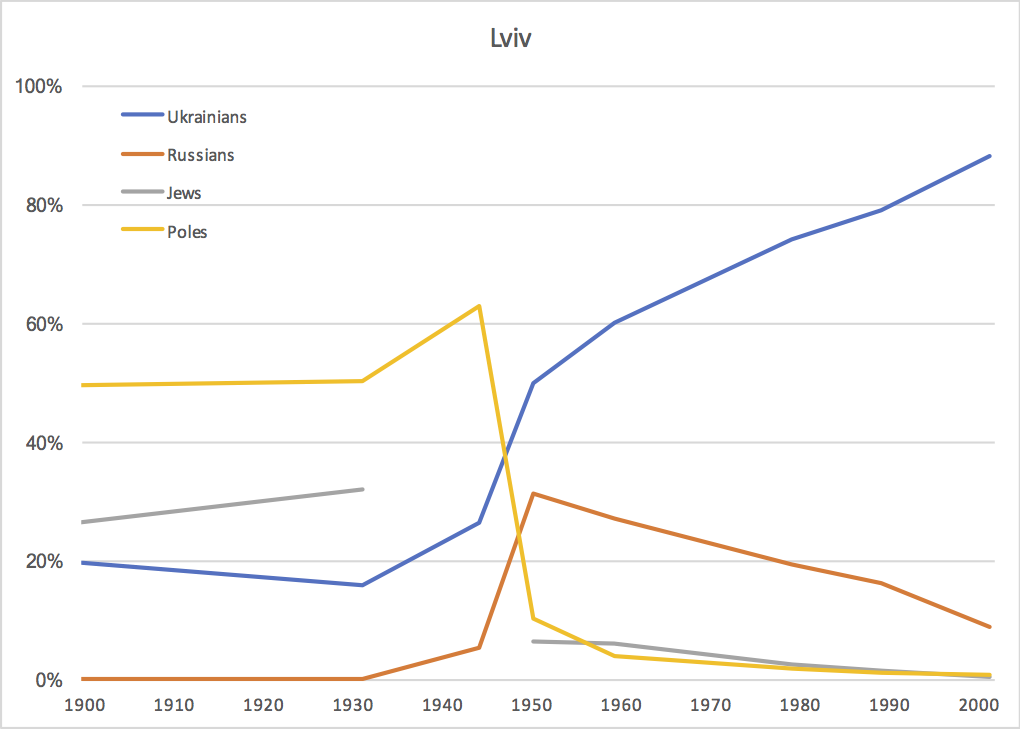
Anteil der vier größten Bevölkerungsgruppen an der Stadtbevölkerung 1900–2001. Gelb: Polen, blau: Ukrainer, grau: Juden, rot: Russen

| Volksgruppe | 1900 | 1931 | 1959 | 2001 |
| ----------- | ---- | ---- | ---- | ---- |
| Ukrainer    | 19,9 | 15,9 | 60,0 | 88,1 |
| Russen      | 0,   | 00,2 | 27,0 | 08,9 |
| Juden       | 26,5 | 31,9 | 06,0 | 00,3 |
| Polen       | 49,4 | 50,4 | 04,0 | 00,9 |

### Lwiw seit der Unabhängigkeit 1991

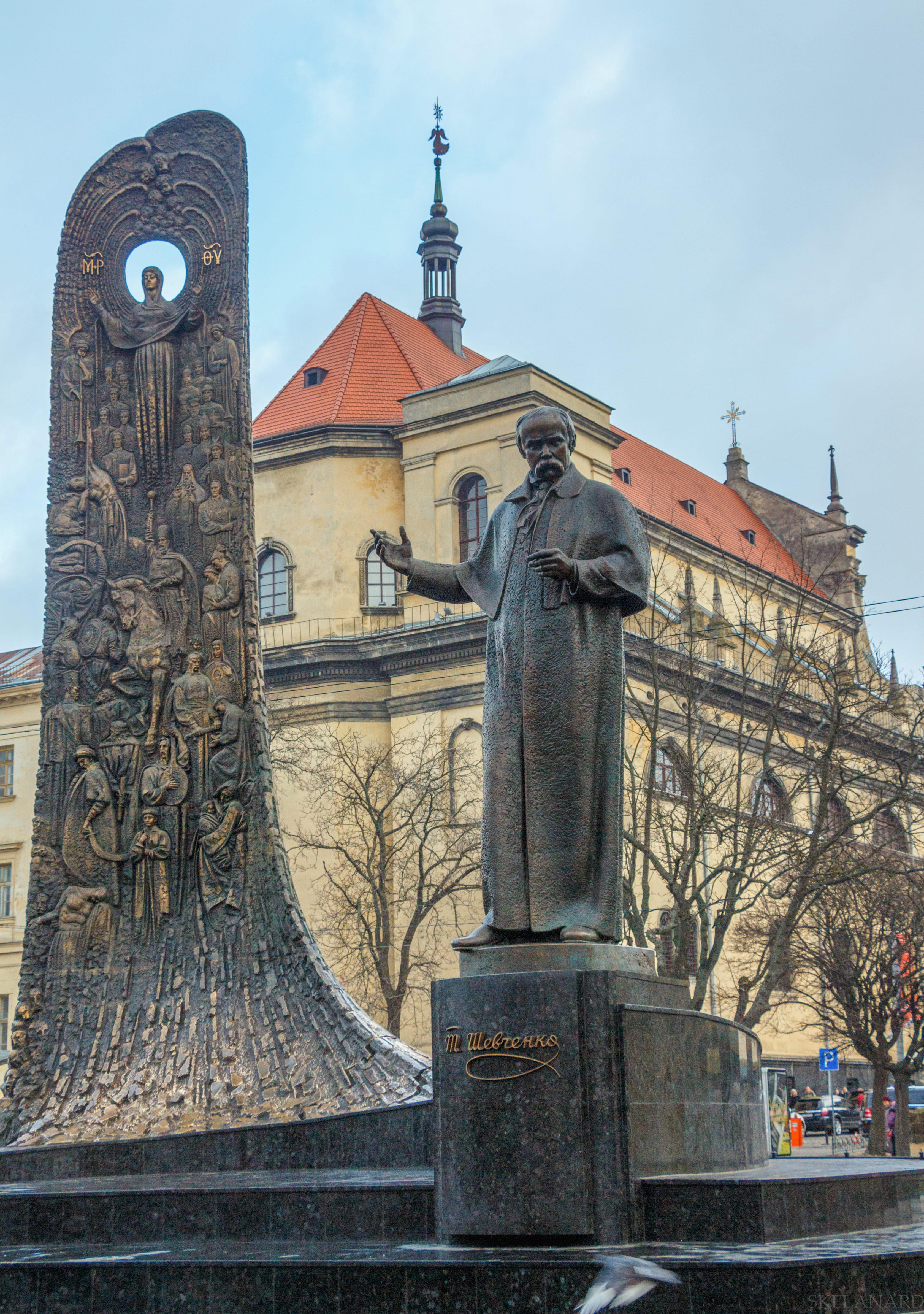
Taras-Schewtschenko-Denkmal in Lwiw

Seit 1991 ist Lwiw Teil der unabhängigen Ukraine. Die 1990er Jahre waren geprägt vom Zusammenbruch großer Unternehmen und der anhaltenden Wirtschaftskrise. Lwiw behielt seine Bedeutung als bedeutendes kulturelles, religiöses, pädagogisches und wissenschaftliches Zentrum und entwickelte den Dienstleistungssektor, einschließlich des Tourismus. Die Stadt veranstaltet seit 1994 ihr jährliches Book Forum Lviv, die größte Buchmesse der Ukraine. Bedeutende Ereignisse der frühen 2000er Jahre waren der Besuch von Papst Johannes Paul II. im Jahr 2001 (ein Gottesdienst in Lwiw, an dem mehrere hunderttausend Gläubige teilnahmen) und die Sknyliw-Tragödie während der Flugshow 2002, bei der 77 Menschen ums Leben kamen.
Die Einwohner von Lwiw nahmen aktiv an der Orangen Revolution und am Euromaidan teil. Am 1. Dezember 2013 kamen mehr als 50.000 Lemberger zu einer Kundgebung vor dem Taras-Schewtschenko-Denkmal, einem traditionellen Ort für Kundgebungen. In der Stadt fanden die zweitgrößten Kundgebungen  (nach Kiew) aller ukrainischen Städte statt.
Von Galizien gehen seither immer wieder Autonomiebestrebungen aus, nicht zuletzt wegen der Geschichte Lwiws als Hauptstadt eines eigenen Königreiches. Die Stadt feierte im Herbst 2006 das 750. Jubiläum ihres Bestehens.
Der Bahnhof der Stadt ist seit dem russischen Überfall auf die Ukraine am 24. Februar 2022 der Ausgangspunkt vieler Züge mit Flüchtlingen in die westlichen Nachbarländer.
In Lwiw und anderen westukrainischen Städten wurden seit 1992 Denkmäler und Gedenktafeln für Anführer der nationalistischen OUN und UPA aus der Zeit des Zweiten Weltkrieges errichtet und Straßen nach ihnen benannt, was international kritisiert wird, weil sie zeitweilig mit der NS-Besatzung kollaborierten und Verbrechen an Zivilisten begingen. Dem Andenken in der Westukraine, wo sie aktiv waren, liegt eine beschönigte, teilweise verfälschte Wertung als Vorkämpfer ukrainischer Unabhängigkeit, die gleichermaßen gegen die Sowjetunion und auch gegen die deutsche Besatzung gekämpft haben sollen, zugrunde, die ihre Verbrechen häufig minimiert oder deutschen Einheiten zuweist und die Kollaboration nicht als Überzeugungstat, sondern als Kalkül darstellt. Sie hatten 1936 bis nach dem deutschen Überfall auf die Sowjetunion mit dem Dritten Reich gegen Polen und die Sowjetunion zusammengearbeitet. Nachdem sie im Juni–August 1941 (OUN-B) und Anfang 1942 (OUN-M) von den NS-Besatzern verboten und ihre Führer inhaftiert wurden, vermieden sie im Untergrund Konfrontationen, begrüßten teilweise Kollaborationen, weil sie hofften, so geschultes Personal für den späteren ukrainischen Nationalstaat zu gewinnen, und kämpften erst spät (nach der Schlacht von Stalingrad) auch gegen die Deutschen, mehr aber gegen die Polnische Heimatarmee, und begingen dabei auch Verbrechen an der polnischen, ukrainischen und jüdischen Zivilbevölkerung (schon im Sommer 1941) sowie an anderen Zivilisten (siehe dazu Artikel OUN, UPA, Stepan Bandera, Andrij Melnyk).
Der Kult ist, wie fast alle Erinnerungen der Ukraine, nicht vom Zentralstaat organisiert, sondern wird von westukrainischen regionalen und städtischen Behörden getragen (Straßenumbenennungen und einige Gedenkplaketten), die der idealisierten Wertung der OUN und UPA im westukrainischen Diskurs folgen. Oder er geht von nationalistischen rechtsextremen Parteien, wie Swoboda, Asow oder KUN aus (einige Gedenktafeln, die Denkmäler und Aufmärsche), die im Laufe der 2010er Jahre aber im gesamtukrainischen Maßstab Splitterparteien wurden.
Regional wird in der Zentralukraine eher anderer Vordenker der ukrainischen Nationalbewegung, wie Taras Schewtschenko, der Ukrainischen Volksrepublik oder der Schlacht bei Kruty gedacht, im Süden und Osten auch der Befreiung vom Faschismus. Dem regionalen Gedächtnis an OUN und UPA stand der erste ukrainische Präsident Krawtschuk (1991–94) nahe, nach der orangen Revolution versuchte Präsident Juschtschenko (2005–10) sie zum zentralen Gedächtniskult zu erheben, die jeweiligen Nachfolger Kutschma (1994–2005) und Janukowytsch (2010–14) drängten seine gesamtstaatliche Bedeutung wieder zurück. Nach dem Euromaidan wurde er nicht mehr zentralstaatlich gefördert, sondern die Erinnerung an den sowjetukrainischen Widerstand gegen die NS-Besatzung verstärkt (der 9. Mai, Tag der Befreiung vom Faschismus, wurde erstmals nationaler Feiertag, seit 2023 ist es, wie in westlicheren Ländern der 8. Mai, statt der 9. Mai) und das Gedenken an den Holocaust gefördert, neben dem Gedächtnis aller regional bekannten ukrainisch-nationalen Persönlichkeiten, was eine vielfältige, zwiespältige Erinnerungskultur ergibt.
Die Wertung der OUN und UPA allein als „Kollaborateure“ und „Faschisten“, die besonders ihrem späteren Widerstand gegen die NS-Besatzung und späten demokratischen Programmen nicht gerecht wird, geht auf eine sowjetische Feindbildkampagne gegen die damals erfolgreiche UPA in den 1950er Jahren zurück. Sie ist besonders in der russischsprachigen Öffentlichkeit verankert, aber durch politische Kampagnen in damals sozialistischen Ländern auch international verbreitet. Auf ihr fußt eine russische Kampagne seit den 2000er Jahren (gegen die Orange Revolution 2004), die die OUN und UPA, oft die ukrainische Nationalidentität auch demokratischer Parteien als „Nazis“ diskreditiert. Dass für beide Kampagnen auch gefälschte Dokumente verwendet wurden und ihnen auch Verbrechen zur Last gelegt wurden, die nicht-ukrainische SS-Divisionen (besonders die SS-Division „Wiking“), SS-Einsatzgruppen und ukrainische Kollaborateure ohne Verbindung zu OUN und UPA begingen, erschwerte den kritischen Diskurs in der Westukraine über ihre tatsächlichen Verbrechen zusätzlich.

## Jüdisches Leben

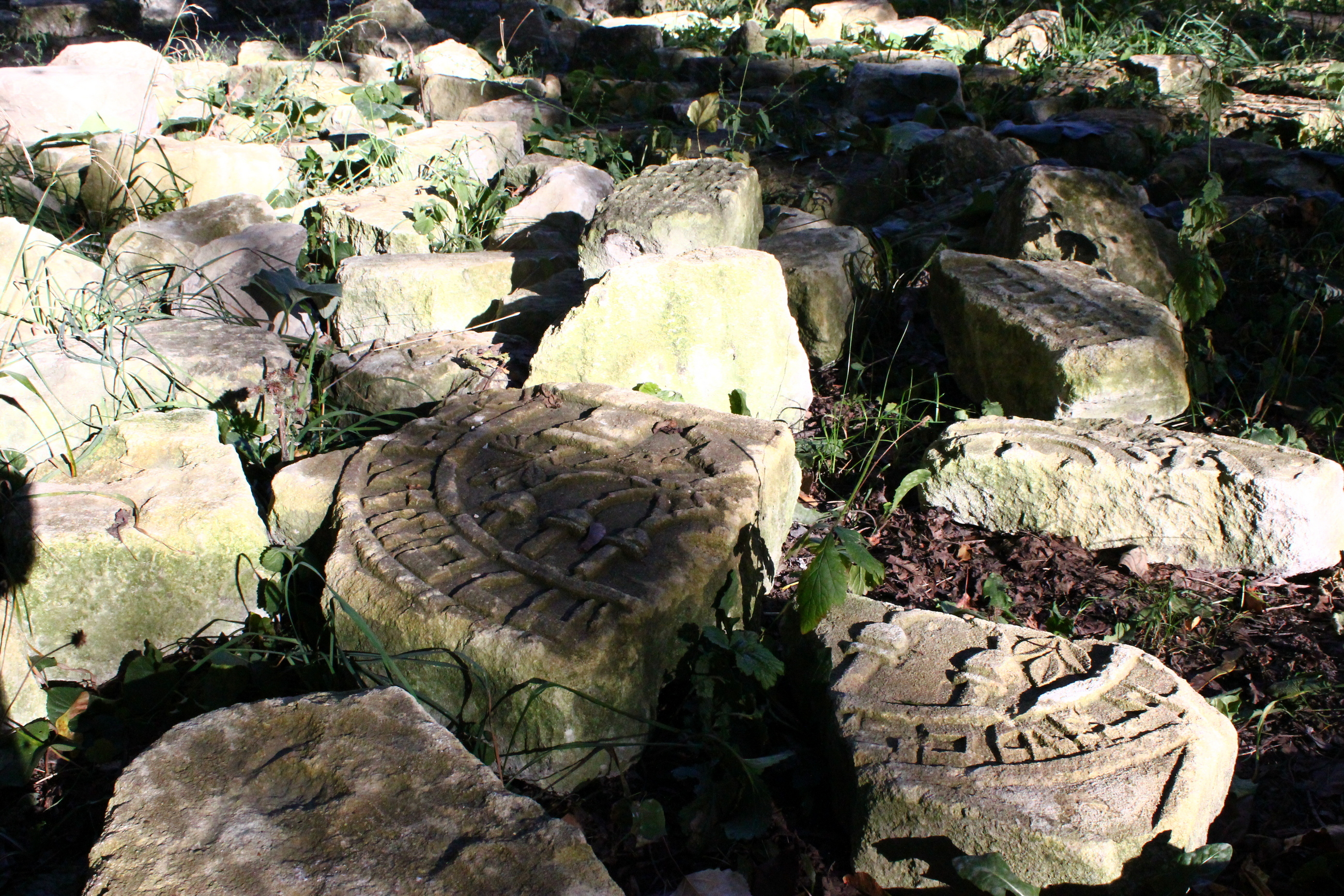
Bruchstücke von Grabsteinen des 1948 zerstörten Alten jüdischen Friedhofs

Seit dem Mittelalter war Lemberg ein Zentrum jüdischen Lebens. Die erste urkundliche Erwähnung über die Existenz einer jüdischen Gemeinde in Lemberg stammt aus dem späten 14. Jahrhundert. Die älteste Synagoge der Stadt wurde im Jahr 1582 errichtet. Im 19. Jahrhundert waren ungefähr ein Drittel der Bevölkerung Juden. Es gab verschiedene jüdische Friedhöfe und zahlreiche Synagogen wie die Tempel-Synagoge, die Goldene-Rosen-Synagoge, die Große Stadtsynagoge und die Große Vorstadt-Synagoge. Gegenwärtig genutzte Synagogen sind die Chassidische Synagoge und die Tsori-Gilod-Synagoge. Ab dem 19. Jahrhundert gab es in Lemberg zwei getrennte jüdische Gemeinden: Konservative und liberal gesinnte Juden, die getrennt voneinander lebten, kaum Kontakt miteinander hatten und jeweils ihre eigenen Rechte, Privilegien, Verwaltungen, Synagogen und Schulen besaßen. Die Juden Lembergs sprachen Jiddisch und Deutsch. Die in Lemberg lebenden jüdischen Philosophen und Schriftsteller, wie Nachman Krochmal, Moritz Rappaport oder Joseph Roth, schrieben auf Deutsch.
1908 wurde Hasmonea Lwów als erster jüdischer Sportverein in Österreich-Ungarn gegründet. Bekannte in der Stadt lebende Juden waren unter anderem der Rabbiner Jehoschua Falk, der Zionist Ruben Bierer, der Gelehrte Salomon Buber, der Historiker Majer Balaban und der Fußballspieler Zygmunt Steuermann.
| Jahr | Ges.-Bev. | Juden  | Anteil in Prozent |
| ---- | --------- | ------ | ----------------- |
| 1857 | 055.800   | 22.586 | 40,5              |
| 1880 | 110.000   | 30.961 | 28,2              |
| 1890 | 128.000   | 36.130 | 28,2              |
| 1900 | 160.500   | 44.258 | 27,6              |
| 1910 | 206.500   | 57.387 | 27,8              |

## Politik
Im Stadtparlament von Lwiw mit 64 Deputierten (Stadträten/Stadtverordneten) sind nach der Kommunalwahl im November 2020 fünf Fraktionen vertreten. Die größte Fraktion bildet die wirtschaftliberal-konservative Partei Europäische Solidarität mit 40,6 % der Stimmen (26 Stadträte), gefolgt von der liberalkonservativ-proeuropäischen Partei Selbsthilfe, ukrainisch: Samopomitsch (26,6 % der Stimmen, 17 Stadträte), deren Gründer und Vorsitzender auch der gewählte Bürgermeister von Lwiw, Andrij Sadowyj ist. Kleinere Fraktionen bilden die proeuropäisch-linksliberale Stimme, ukrainisch: Holos (12,6 %, 8 Stadträte), die eher regionale Mitte-Rechts-Partei Warta (10,9 % der Stimmen, 7 Stadträte) und schließlich die nationalistisch-rechtsextreme Swoboda (9,3 %, 6 Stadträte), die früher, in den 1990er und 2000er Jahren bis 2010 in der Region Lwiw eine Hochburg hatte.

## Wirtschaft
Lwiws Wirtschaft ist relativ diversifiziert. Von besonderer Bedeutung ist die IT-Industrie, die etwa 12.000 Arbeitnehmer beschäftigt. Damit arbeiten rund 15 Prozent aller ukrainischen IT-Fachkräfte in der Stadt. Zu den in Lwiw ansässigen IT-Konzernen gehört auch das mit etwa 4000 Mitarbeitern größte ukrainische IT-Unternehmen SoftServe. Ein weiteres Standbein ist der Tourismus. Insbesondere vor der Fußball-Europameisterschaft 2012 eröffneten zahlreiche neue Hotels und Restaurants in der Stadt.

## Sehenswürdigkeiten

### Altstadt

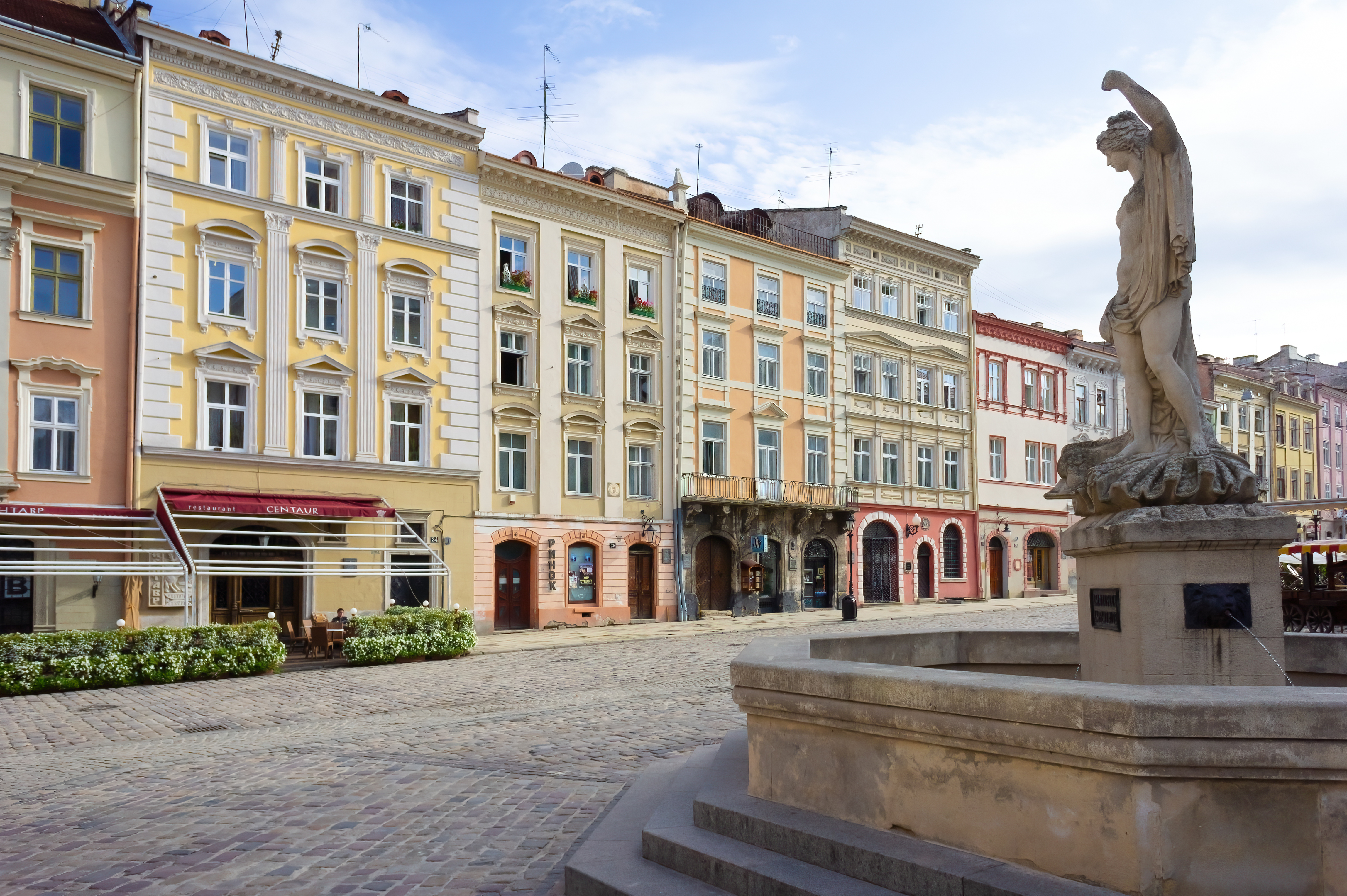
Lwiwer Marktplatz

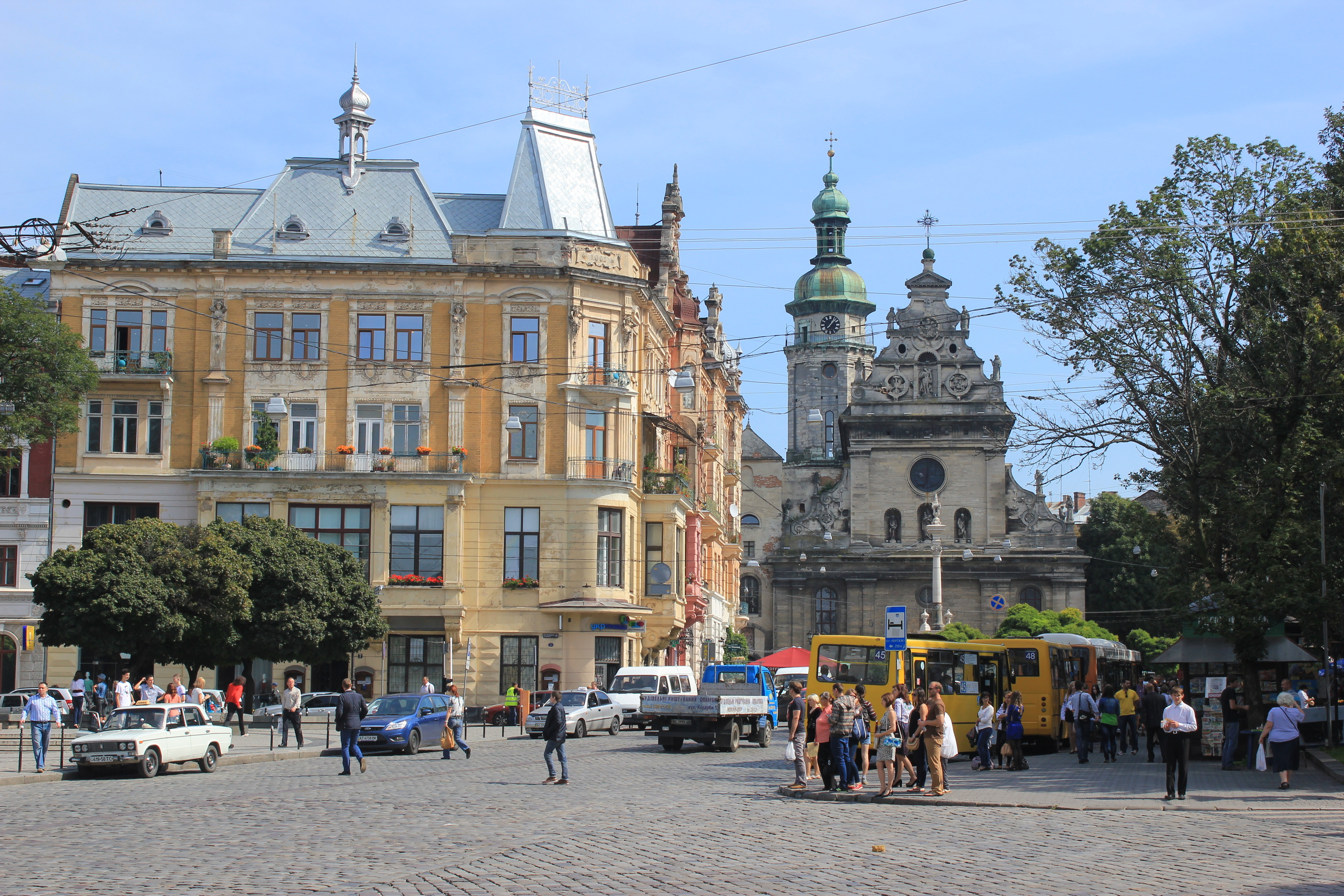
Der Galizische Platz gehört zur Ringstraße, die die Altstadt umgibt.

Lwiws Altstadt und die um die Wende zum 20. Jahrhundert entstandenen Quartiere in der Umgebung weisen eine von Kriegszerstörungen und nachkriegszeitlichen Eingriffen verschont gebliebene und fast einmalige geschlossene Bebauung aus Renaissance, Barock, Klassizismus, Historismus, Jugendstil und Art déco auf. 1998 wurde das historische Zentrum der Stadt in die Liste des Weltkulturerbes der UNESCO eingetragen. Begründung: „Mit seiner städtischen Struktur und seiner Architektur ist Lwiw ein hervorragendes Beispiel der Verschmelzung von architektonischen und künstlerischen Traditionen Osteuropas mit denen von Italien und Deutschland. […] Die politische und wirtschaftliche Rolle von Lwiw zog eine Anzahl von ethnischen Gruppierungen mit unterschiedlichen kulturellen und religiösen Traditionen an, die unterschiedliche aber dennoch voneinander abhängige Gemeinschaften innerhalb der Stadt bildeten, die auch noch im modernen Stadtbild erkennbar sind.“

### Sakralbauten

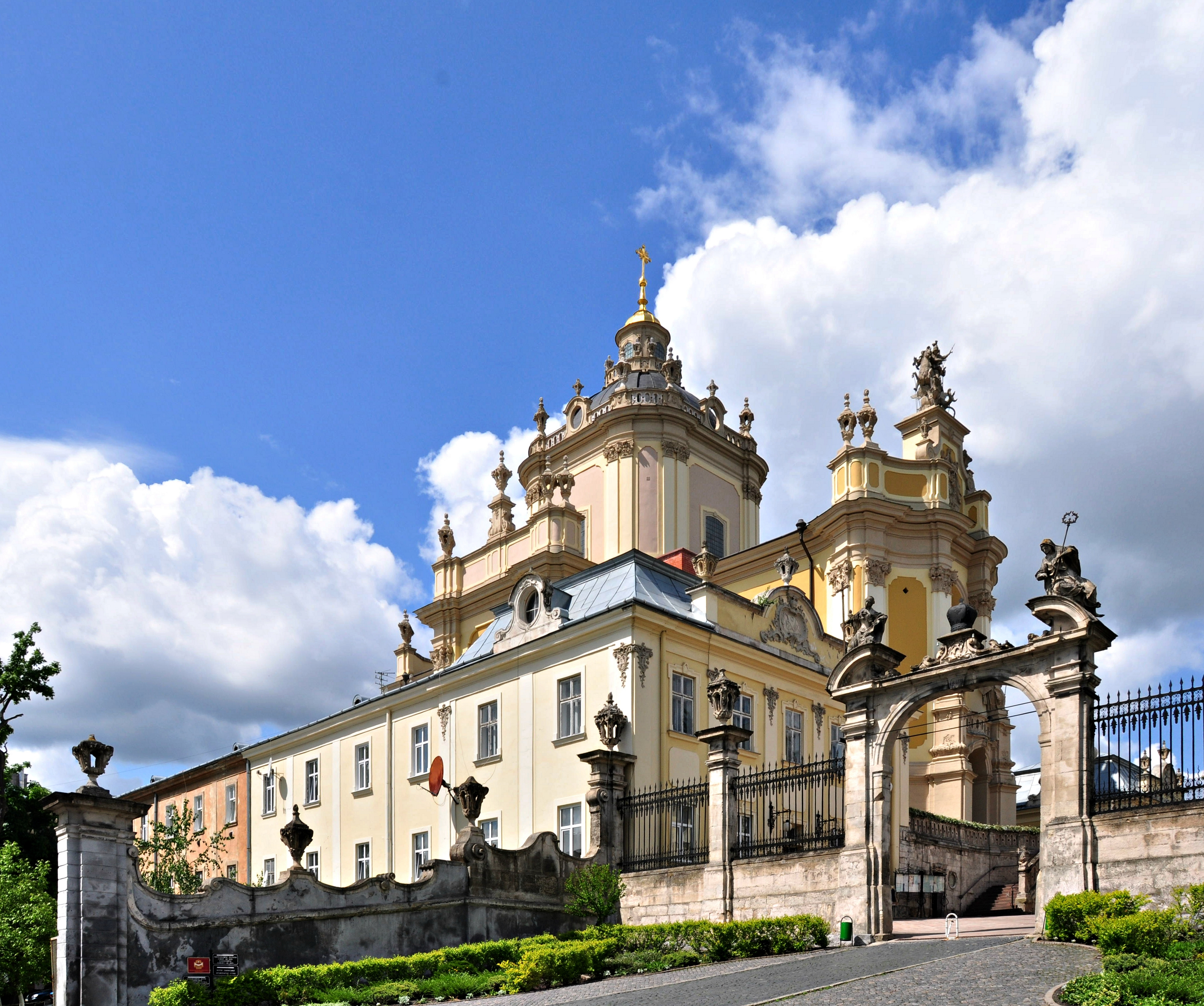
Sankt-Georgs-Kathedrale, im 18. und 19. Jahrhundert die Mutterkirche der Griechisch-katholischen Kirche

- Lateinische Kathedrale Mariae Himmelfahrt (1360–1481)
- Griechisch-katholische Sankt-Georgs-Kathedrale (Bernard Meretyn, 1744–1770)
- Mariä-Himmelfahrt-Kirche der Orthodoxen Kirche der Ukraine (Paolo Romano, 1591–1629)
- Armenische Marien-Kathedrale (1356–1363)
- Allerheiligenkirche (früheres Benediktinerinnenkloster, 1597–1616)
- Ehemalige Stavropihija-Kirche (Pawlo Rymlyanyn, 16. Jahrhundert)
- Boim-Kapelle (1609–1615)
- Ehemalige Dominikanerkirche Corpus Christi (Jan de Witte, 18. Jahrhundert)
- St.-Andreas-Kirche (früheres Bernhardinerkloster, 17. Jh.)
- Beit-Aaron-we-Israel-Synagoge, 1924

### Museen
- Freilichtmuseum Museum für Volksarchitektur und Landleben Schewtschenko-Hain
- Nationalmuseum in Lwiw (Національний музей у Львові) mit einer großen Ikonensammlung[52]
- Kornjakt-Palast mit königlichen Gemächern (1580)
- Lemberger Gemäldegalerie[53]
- Lwiwer Museum für Religionsgeschichte
- Ethnografisches Museum (Museum für Volkskunde und Handwerk)
- Bandinelli-Palais („Museum historischer Schätze“, 16. Jh.)
- Museum für die Geschichte der Westukraine (Schwarzes Palais, 1588/1589)
- Lwiwer Biermuseum (Brauereimuseum)
- Waffenmuseum der Ukraine im ehemaligen „Königlichen Arsenal Lemberg“
- Gedenkmuseum der Opernsängerin Salome Kruschelnytska[54]

### Andere Bauten und Anlagen

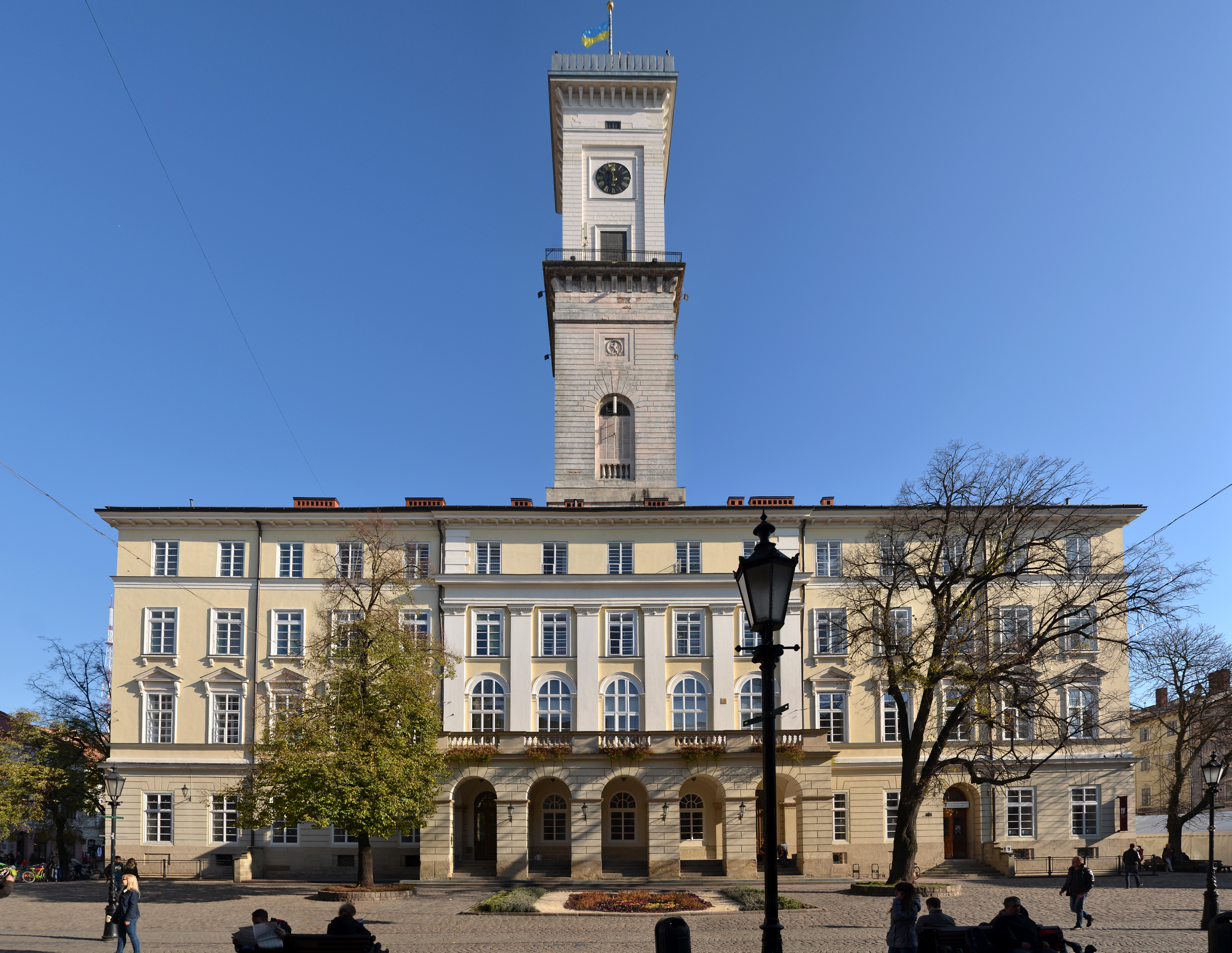
Rathaus

- Rathaus am Marktplatz (19. Jahrhundert)
- Bürgerhäuser am Marktplatz (Rynok, 16. bis 18. Jahrhundert)
- Nationaloper und Balletttheater Lwiw (19. Jahrhundert)
- Marija-Sankowezka-Theater
- Palais Potocki
- Lytschakiwski-Friedhof (historisch-architektonisches Denkmal)
- Janiwskyj-Friedhof
- Friedhof der jungen Adler
- Hoher Schloßberg: Ruinen der Burg des Fürsten Daniel Romanowitsch von Galizien
- Wand der zerstörten Synagoge Goldene Rose
- Stryjskyj-Park (1887)
- Größtes Kreuzworträtsel der Welt (Januar 2009)[55]

## Kultur
In Lwiw gibt es zahlreiche Theater, Museen und Bibliotheken und die architektonisch prominente Nationaloper Lwiw im Stadtzentrum. Die größte ukrainische Buchmesse, das Lemberger Buchforum, findet jährlich statt. Das seit 2007 stattfindende Alfa Jazz Fest bzw. Leopolis Jazz Fest hat sich zu einem Publikumsmagneten entwickelt.
Am 28. April 2009 wurde Lwiw zur ukrainischen Kulturhauptstadt für das Jahr 2009 gewählt. Der Wettbewerb fand 2009 zum ersten Mal statt.
Eine Subkultur bilden die Lwiwer Batjaren.

## Verkehr

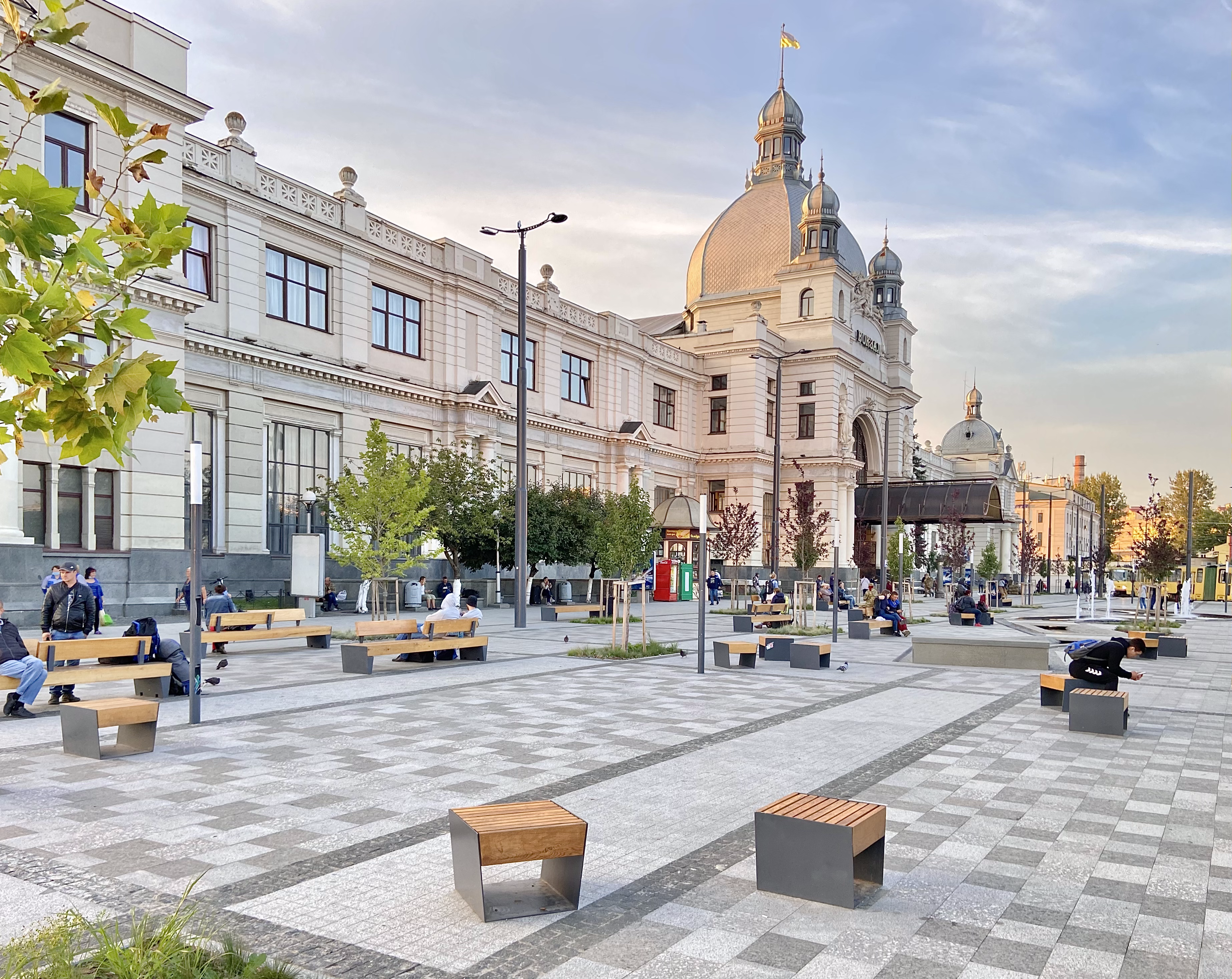
Empfangsgebäude des Hauptbahnhofes (erbaut 1903)

Die Stadt besitzt einen (kleinen) internationalen Flughafen, der zur Fußball-Europameisterschaft 2012 ausgebaut und modernisiert wurde und der mehrmals wöchentlich von Berlin, Dortmund, Düsseldorf, Frankfurt am Main, Memmingen, Athen, Istanbul, Prag, Rom und Wien angeflogen wird. Der von den k.k. österreichischen Staatsbahnen errichtete und 1904 eröffnete Hauptbahnhof bildet das Zentrum des Bahnverkehrs in der gesamten Westukraine und wird im Personenverkehr aus den Richtungen Moskau, Belgrad, Breslau, Krakau, Kiew, Charkiw, Odessa und Wien umsteigefrei bedient.
Der öffentliche Personennahverkehr der Stadt wird mit Straßenbahnen, Oberleitungsbussen und Autobussen durchgeführt. Ergänzend dazu stehen privatwirtschaftlich betriebene Marschrutki (Sammeltaxis) zur Verfügung. Das Straßenbahnnetz der Stadt wurde in den letzten Jahren mit finanzieller Unterstützung der EBRD grundlegend erneuert.

## Bildung
Lwiw verfügt über folgende ukrainische Hochschulen:
- Nationale Iwan-Franko-Universität Lwiw, gegr. 1661[60]
- Nationale Medizinische Danylo-Halyzkyj-Universität Lwiw, gegr. 1784
- Nationale Polytechnische Universität Lwiw, gegr. 1844[61]
- Nationale Mykola-Lysenko-Musikakademie Lwiw, gegr. 1853[62]
- Ukrainische Katholische Universität, gegr. 1994

## Sport

### Motorsport
In den Jahren 1930 bis 1933 fand im damals polnischen Lwów der Automobil-Grand Prix Großer Preis von Lemberg statt. Durchgeführt wurden die Rennen in den Straßen Witoskoho, Hwardijiska und Stryjska.
In Lwiw gibt es im 21. Jahrhundert eine bedeutende Speedway-Bahn mit einem bekannten Liga-Rennclub. Hier fanden bereits entscheidende Qualifikationsläufe zur Speedway-Einzel-Weltmeisterschaft statt. Ukrainische Speedwayfahrer wie Andriy Karpov, Oleksandr Loktaev, Igor Marko und Vladimir Trofimov erlernten hier das Speedwayfahren.

### Fußball
Zwischen 1923 und 1939 existierte in der Stadt der deutsche Verein VIS Lwów.
Lwiw war einer der vier ukrainischen Austragungsorte der Fußball-Europameisterschaft 2012 in Polen und der Ukraine. In der eigens für dieses Großereignis erbauten Arena Lwiw fanden drei Vorrundenspiele der Gruppe B statt.
Neben der Arena Lwiw befinden sich zwei weitere größere Sportstadien in Lwiw, nämlich das Stadion Ukrajina und das SKA-Stadion.
Erfolgreichste Fußballmannschaft der Stadt ist Karpaty Lwiw. Des Weiteren beheimatet die Stadt den FK Lwiw.

## Städtepartnerschaften

### Aktive Partnerschaften
Lwiw referenziert derzeit neunzehn Partnerstädte:
| Stadt                | Land                    | Jahr |
| -------------------- | ----------------------- | ---- |
| Banja Luka           | Bosnien und Herzegowina | 2004 |
| Breslau              | Polen                   | 2003 |
| Budapest             | Ungarn                  | 1993 |
| Chengdu              | Volksrepublik China     | 2017 |
| Frankfurt am Main    | Deutschland             | 2024 |
| Freiburg im Breisgau | Deutschland             | 1989 |
| Krakau               | Polen                   | 1995 |
| Kutaissi             | Georgien                | 2002 |
| Łódź                 | Polen                   | 2003 |
| Lublin               | Polen                   | 2004 |
| Novi Sad             | Serbien                 | 2005 |
| Plowdiw              | Bulgarien               | 2016 |
| Przemyśl             | Polen                   | 1995 |
| Rochdale             | Vereinigtes Königreich  | 1992 |
| Rzeszów              | Polen                   | 1992 |
| Tiflis               | Georgien                | 2013 |
| Vilnius              | Litauen                 | 2014 |
| Winnipeg             | Kanada                  | 1973 |
| Würzburg             | Deutschland             | 2023 |

### Inaktive oder unbelegte
- Corning, Vereinigte Staaten, seit 1987[66]
- Eskilstuna, Schweden, seit 1994[67]
- Grosny, Russland, seit 1998
- Rishon LeZion, Israel, seit 1993
- Samarkand, Usbekistan, seit 2000
- Sankt Petersburg, Russland, seit 2006[68]
- Whitstable, Vereinigtes Königreich

## Verwaltungsunterteilung
Zur Stadtgemeinde zählten bis Juli 2020 neben der eigentlichen Stadt, die in 6 Stadtrajone unterteilt ist, auch noch die Stadt Wynnyky und die beiden Siedlungen städtischen Typs Brjuchowytschi und Rudne.
Die Stadtrajone sind:
- Rajon Franko (mit den Stadtteilen Na bajkach/На байках, Bohdaniwka/Богданівка, Kulparkiw/Кульпарків, Kasteliwka/Кастелівка und Wulka/Вулька)
- Rajon Halytsch (mit den Stadtteilen Seredmistja/Середмістя, Zytadel/Цитадель, Sofijiwka/Софіївка und Snopkiw/Снопків)
- Rajon Lytschakiw (mit den Stadtteilen Lytschakiw/Личаків/Lützenhof, Welyki Krywtschyki/Великі Кривчиці, Lysynytschi/Лисиничі, Majoriwka/Майорівка/Meier, Pohuljanka/Погулянка, Snesinnja/Знесіння, Kajserwald/Кайзервальд/Kaiserwald, Zetneriwka/Цетнерівка und Jaliwez/Ялівець)
- Rajon Salisnyzja (mit den Stadtteilen Rjasne/Рясне, Lewandiwka/Левандівка, Bilohorschtscha/Білогорща, Klepariw/Клепарів, Sknyliwok/Скнилівок, Syhniwka/Сигнівка und Bohdaniwka/Богданівка)
- Rajon Schewtschenko (mit den Stadtteilen Holosko/Голоско, Samarstyniw/Замарстинів, Sbojischtscha/Збоїща, Rjasne/Рясне, Klepariw/Клепарів, Hawryliwka/Гаврилівка oder Pidsamtsche/Підзамче)
- Rajon Sychiw (mit den Stadtteilen Sychiw/Сихів, Passiky/Пасіки, Pyrohiwka/Пирогівка, Koselnyky/Козельники, Bodnariwka/Боднарівка, Nowyj Lwiw/Новий Львів, Persenkiwka/Персенківка und Snopkiw/Снопків)

Am 18. Juli 2020 wurde die Stadtgemeinde um Teile der Rajone Schowkwa, Jaworiw und Pustomyty erweitert, dabei kamen die Stadt Dubljany sowie die Dörfer Hrjada (Гряда), Lyssynytschi (Лисиничі), Malechiw, Mali Hrybowytschi (Малі Грибовичі), Mali Pidlisky (Малі Підліски), Pidbirzi (Підбірці), Pidrjasne (Підрясне), Rjasne-Ruske (Рясне-Руське), Sarudzi (Зарудці), Saschkiw, Sawadiw (Завадів), Sbyranka (Збиранка), Sytychiw (Ситихів), Welyki Hrybowytschi (Великі Грибовичі) und Wolja-Homulezka (Воля-Гомулецька) zum Gemeindegebiet hinzu.
Folgende Orte sind neben dem Hauptort Lwiw Teil der Gemeinde:
| Name                     | Name             | Name                                      | Name                             |
| ukrainisch transkribiert | ukrainisch       | russisch                                  | polnisch                         |
| ------------------------ | ---------------- | ----------------------------------------- | -------------------------------- |
| Brjuchowytschi           | Брюховичі        | Брюховичи (Brjuchowitschi)                | Brzuchowice                      |
| Dubljany                 | Дубляни          | Дубляны                                   | Dublany                          |
| Hrjada                   | Гряда            | Гряда (Grjada)                            | Grzęda                           |
| Lyssynytschi             | Лисиничі         | Лисиничи (Lissinitschi)                   | Lesienice                        |
| Malechiw                 | Малехів          | Малехов (Malechow)                        | Malechów                         |
| Mali Hrybowytschi        | Малі Грибовичі   | Малые Грибовичи (Malyje Gribowitschi)     | Grzybowice Małe                  |
| Mali Pidlisky            | Малі Підліски    | Малые Подлески (Malye Podleski)           | Podliski Małe                    |
| Pidbirzi                 | Підбірці         | Подборцы (Podborzy)                       | Podborce                         |
| Pidrjasne                | Підрясне         | Подрясное (Podrjasnoje)                   | Podrzęsna                        |
| Rjasne-Ruske             | Рясне-Руське     | Рясное-Русское (Rjasnoje-Russkoje)        | Rzęsna Ruska                     |
| Rudne                    | Рудне            | Рудно (Rudno)                             | Rudno                            |
| Sarudzi                  | Зарудці          | Зарудцы (Sarudzy)                         | Zarudce                          |
| Saschkiw                 | Зашків           | Зашков (Saschkow)                         | Zaszków                          |
| Sawadiw                  | Завадів          | Завадов (Sawadow)                         | Zawadów                          |
| Sbyranka                 | Збиранка         | Збиранка (Sbiranka)                       | Zbieranka                        |
| Sytychiw                 | Ситихів          | Сытыхов (Sytychow)                        | Sieciechów                       |
| Welyki Hrybowytschi      | Великі Грибовичі | Великие Грибовичи (Welikije Gribowitschi) | Grzybowice Wielkie               |
| Wolja-Homulezka          | Воля-Гомулецька  | Воля-Гомулецкая (Wolja-Homulezkaja)       | Wulka Hamulecka, Wólka Hamulecka |
| Wynnyky                  | Винники          | Винники (Winniki)                         | Winniki                          |

## Klimatabelle
|                       | Jan  | Feb  | Mär  | Apr  | Mai  | Jun  | Jul  | Aug  | Sep  | Okt  | Nov | Dez  |   |      |
| Mittl. Tagesmax. (°C) | −2,4 | −1,0 | 3,9  | 12,3 | 18,3 | 21,0 | 23,0 | 21,9 | 18,9 | 12,9 | 5,6 | −0,3 | ⌀ | 11,2 |
| Mittl. Tagesmin. (°C) | −8,7 | −7,2 | −3,2 | 2,9  | 8,1  | 10,9 | 12,8 | 12,0 | 8,8  | 4,0  | 0,2 | −5,4 | ⌀ | 3    |
|                       |      |      |      |      |      |      |      |      |      |      |     |      |   |      |
| Niederschlag (mm)     | 41   | 41   | 41   | 49   | 76   | 97   | 101  | 75   | 54   | 46   | 44  | 54   | Σ | 719  |
|                       |      |      |      |      |      |      |      |      |      |      |     |      |   |      |
| Sonnenstunden (h/d)   | 1,8  | 2,7  | 3,9  | 5,4  | 7,8  | 7,7  | 8,1  | 7,4  | 6,0  | 4,6  | 1,7 | 1,5  | ⌀ | 4,9  |
|                       |      |      |      |      |      |      |      |      |      |      |     |      |   |      |
| Regentage (d)         | 9    | 8    | 10   | 10   | 11   | 12   | 11   | 10   | 9    | 9    | 10  | 12   | Σ | 121  |
|                       |      |      |      |      |      |      |      |      |      |      |     |      |   |      |
| Luftfeuchtigkeit (%)  | 85   | 86   | 81   | 77   | 72   | 72   | 74   | 77   | 78   | 81   | 89  | 87   | ⌀ | 79,9 |

| −8,7 |

| −7,2 |

| −3,2 |

| 2,9 |

| 8,1 |

| 10,9 |

| 12,8 |

| 12,0 |

| 8,8 |

| 4,0 |

| 0,2 |

| −5,4 |

| −8,7 |

| −7,2 |

| −3,2 |

| 2,9 |

| 8,1 |

| 10,9 |

| 12,8 |

| 12,0 |

| 8,8 |

| 4,0 |

| 0,2 |

| −5,4 |